# Laguna Aguacaña
A  Laguna Aguacaña é um lago localizado na Guatemala. Localiza-se no departamento de Retalhuleu, Município de Champerico.